# Žan Benedičič
Žan Benedičič, slovenski nogometaš, * 3. oktober 1995, Kranj.
Benedičič je profesionalni nogometaš, ki igra na položaju vezista. Od leta 2025 je član slovenskega kluba Triglav Kranj. Ped tem je igral za italijanske Milan, Como, Ascoli in Olbio, angleška Leeds United in Leyton Orient, slovenske Celje, Koper in Rogaško ter litovski Kauno Žalgiris. Skupno je v prvi slovenski ligi odigral 127 tekem in dosegel deset golov. S Celjem je osvojil naslov slovenskega državnega prvaka v sezoni 2019/20. Bil je tudi član slovenske reprezentance do 16, 17, 18 in 21 let.